# Hydrocyphon rectangulus
Hydrocyphon rectangulus is een keversoort uit de familie moerasweekschilden (Scirtidae). De wetenschappelijke naam van de soort werd in 1991 gepubliceerd door Bernard Klausnitzer.